# Weezer (Teal Album)
| 전문가 평가          | 전문가 평가 |
| 총 점수              | 총 점수     |
| 출처                 | 점수        |
| -------------------- | ----------- |
| 메타크리틱           | 58/100      |
| 평가 점수            |             |
| 출처                 | 점수        |
| AllMusic             | [ 5 ]       |
| Consequence of Sound | B           |
| Dead Press!          | [ 7 ]       |
| Glide Magazine       | [ 8 ]       |
| NME                  | [ 9 ]       |
| Now                  | [ 10 ]      |
| Punknews.org         | [ 11 ]      |

《Teal Album》으로도 알려진 《Weezer》는 미국의 록 밴드 위저가 열두 번째 스튜디오 음반이자 다섯 번째 타이틀을 가진 음반이다. 2019년 1월 24일, 크러쉬 뮤직 및 애틀랜틱 레코드를 통해 디지털로 발매되었으며, 3월 8일에 소매 발매가 있었다. 이 음반은 커버 곡으로 구성되어 있어 밴드의 첫 커버 음반이 되었다. 2019년 3월 1일 발매된 위저의 열세 번째 스튜디오 음반의 깜짝 전조로 발표 및 발매되었다. 음반은 엇갈린 평가를 받았는데, 일부는 프로젝트의 자기 인식 경박함을 칭찬하는 한편, 다른 일부는 준비 과정을 비판하였다.

## 상업적 성과
《Teal Album》은 빌보드 200에서 두 번째 주에 5위로 정점을 찍은 후, 지난 주에 47위로 데뷔했다. 이는 23위에 그쳤던 위저의 이전 음반 《Pacific Daydream》에서 상당한 반등이었다. 첫 번째 완전추적 주간에는 3만 9천장의 앨범 등가 단위으로 데뷔했으며, 이 중 2만 7천장이 순수 음반 판매였다.

## 곡 목록
| #   | 제목                                  | 작사·작곡                                                                            | 원곡자                     | 재생 시간 |
| --- | ------------------------------------- | ------------------------------------------------------------------------------------ | -------------------------- | --------- |
| 1.  | 〈Africa〉                            | 데이비드 페이치, 제프 포카로                                                         | 토토                       | 3:58      |
| 2.  | 〈Everybody Wants to Rule the World〉 | 롤랜드 오자발, 이언 스탠리, 크리스 휴스                                              | 티어스 포 피어스           | 4:04      |
| 3.  | 〈Sweet Dreams (Are Made of This)〉   | 애니 레녹스, 데이비드 A. 스튜어트                                                    | 유리스믹스                 | 3:34      |
| 4.  | 〈Take On Me〉                        | 망네 푸루홀멘, 모르텐 하르케, 폴 보크토르사보이                                      | 아하                       | 3:43      |
| 5.  | 〈Happy Together〉                    | 알란 고든, 게리 보너                                                                 | 터틀스                     | 2:25      |
| 6.  | 〈Paranoid〉                          | 기저 버틀러, 토니 아이오미, 오지 오스본, 빌 워드                                     | 블랙 사바스                | 2:44      |
| 7.  | 〈Mr. Blue Sky〉                      | 제프 린                                                                              | 일렉트릭 라이트 오케스트라 | 4:46      |
| 8.  | 〈No Scrubs〉                         | 케빈 "셰익스피어" 브릭스, 칸디 버루스, 타메카 "타이니" 코틀, 리사 "레프트 아이" 롭스 | TLC                        | 3:10      |
| 9.  | 〈Billie Jean〉                       | 마이클 잭슨                                                                          | 마이클 잭슨                | 4:54      |
| 10. | 〈Stand by Me〉                       | 벤 E. 킹, 제리 리버, 마이크 스톨러                                                   | 벤 E. 킹                   | 3:00      |